# منتخب السودان لكرة القدم للسيدات
المنتخب السوداني لكرة القدم للسيدات هو ممثل السودان في رياضة كرة القدم النسائية ويشرف عليه الاتحاد السوداني لكرة القدم. رغم قدم الاتحاد السوداني لكرة القدم من الخمسينيات من القرن الماضي، إلا أن منتخب السيدات لم يتم تكوينه إلا في عام 2021 لأسباب واعتبارات أيدولوجية، وشارك المنتخب في كأس العرب للسيدات 2021 في مجموعة ضمته مع منتخبات مصر وتونس ولبنان ثم خرج من دور المجموعات.

## خلفية تاريخية
في عام 1985 كان هناك عدد قليل من دول العالم لديها فريق وطني لكرة القدم للسيدات  بما في ذلك السودان لم يشارك فريق سوداني وطني معترف به من قبل الـ (الاتحاد الدولي لكرة القدم )في حدث إقليمي ودولي كبير وكان ذلك اعتباراً من يونيو 2012 لم يلعب الفريق لعبة واحدة معتمدة من( الاتحاد الدولي لكرة القدم)  و لم تدخل البلاد أبداً كأس العالم للسيدات   تنافس في بطولة أفريقيا للسيدات 2010م  و شارك في دورة الألعاب الإفريقية لعام 2011. اعتبارًا من مارس 2012 و لم يظهر أي فريق من البلاد في تصنيف (الاتحاد الدولي لكرة القدم )في جميع أنحاء العالم  ولم يكن في ذلك الحين هناك فريق وطني رسميًا.
السودان هو واحد من «الدولتين الإسلاميتين» الوحيدتين في المنطقة اللتين لهما رابطة نسائية وفقاً لما ذكره (مارتينسون وبيلي) في في الأصولية في العالم العاصر، الأصولية والتواصل الثقافة والإعلام و المجال العام.
فإن حقيقة أن السودان يمتلك رابطة نسائية يمكن أن يكون حاسم الأهمية لتطوير فريق وطني. تم إنشاء فريق وطني غير رسمي يسمى «التحدي» داخل الدوري وكان يرفض هذا الفريق ارتداء الحجاب أو ارتداء الملابس الإسلامية التقليدية أثناء اللعب ومقره في الخرطوم . المنتخب الوطني غير الرسمي غير معترف به ولا يتلقى الدعم من الاتحاد السوداني لكرة القدم.  في عام 2006 م لعب الفريق أول مباراة تنافسية له.وقاد الفريق (سارة إدوارد) ولعب ضد فريق من جامعة السودان للعلوم والتكنولوجيا كان «الزي التقليدي» ولم تكن جودة اللعب عالية وإنتهت المبارة بالفوز لفريق التحدي 2-1.  
تواجه كرة القدم النسائية في أفريقيا عموماً العديد من التحديات بما في ذلك محدودية فرص الحصول على التعليم والفقر بين النساء في المجتمع الأوسع وعدم المساواة الأساسية التي تسمح أحيانًا بانتهاكات حقوق الإنسان الخاصة بالإناث. وفي الوقت نفسه لقد تم تطوير لاعبات ذوات جودة عالية في أفريقيا فإن العديد منهن يغادرن بلادهن الأصلية للبحث عن فرص أكبر لكرة القدم في أماكن مثل ( شمال أوروبا أو الولايات المتحدة).  يمثل تمويل كرة القدم النسائية في أفريقيا مشكلة أيضًا ؛ معظم تمويل كرة القدم للسيدات والفرق الوطنية للسيدات يأتي الفيفا وليس من الإتحاد الوطني لكرة القدم.
لا زال المنتخب الوطني يفتقر إلى تقدير ( الاتحاد الدولي لكرة القدم ) و يواجه تطوير الفريق الوطني العديد من التحديات المشتركة في إفريقيا إلى جانب قضايا السودان المحددة مثل الدين داخل السودان يمثل الدين تحدي امام تنامي اللعبة يُطلب من معظم لاعبي كرة القدم الراغبين باللعب إرتداء الحجاب واللعب أثناء تغطيتهم بالكامل.   بينما تم تنظيم كرة القدم داخل البلاد مع 440 ناديًا للرجال في عام 2006م  وأول لعبة نسائية يتم لعبها في البلاد في ذلك العام في فبراير بين تحدي وجامعة السودان في مدينة الرياضة، جامعة السودان  كان وأعيق التطوير بسبب فتوى (النظام الديني) من قبل المجلس الفقهي الإسلامي في عام 2006 تدين إنشاء رابطة نسائية في السودان. مع ذلك في جنوب السودان في عام 2006 كانت الحكومة المحلية تشير إلى دعمها لكرة القدم النسائية. بحلول عام 2009م تم إنشاء برامج كرة القدم للسيدات في السودان و في تلك السنة كان هناك عشرة فرق نسائية كبيرة حيث تم تأسيس مسابقة على مستوى المدرسة ومسابقة إقليمية.  فتيات صغيرات يلعبن اللعبة بشكل غير رسمي في مخيمات اللاجئين في إقليم دارفور.  إشترت قناة الجزيرة حقوق بث كأس العالم للسيدات 2011 في البلاد.
في عام 2012م أصدر مجلس الفقه الإسلامي في السودان فتوى أخرى وتقول الفتوى إنه يحظر على البلاد إنشاء فريق كرة قدم نسائي معتبراً أنه عمل غير أخلاقي  ردًا على سؤال من ( FIFA ) بخصوص جدال لإنشاء فريق .   إقترحت الفتوى أن كرة القدم هي رياضة تخص للرجال ويجب على المرأة أو النساء ألا تشارك فيها، لأنها تتحدى الاختلافات بين الرجل والمرأة. 
الاتحاد السوداني لكرة القدم و الذي تأسس في عام 1946م والفيفا التابعة لها في عام 1946م  كان أحد الأعضاء المؤسسين لاتحاد كرة القدم الإفريقي ولا يزال عضوًا في الاتحاد.   و في نوفمبر 2011م حضرت ليلى خالد، عضوة في واحدة من الجمعيات النسائية، إجتماعًا في جنوب إفريقيا حيث تم نقاش كرة القدم النسائية وذُكر على وجه التحديد المشكلات التي واجهتها في تنمية اللعبة في أفريقيا 
في أكتوبر عام 2019م تم إنشاء اتحاد نسائي وكانت (ولاء عصام البوشي) هي وزير الشباب والرياضة السوداني في أعقاب الثورة السودانية التي تم خلالها الإطاحة بالرئيس عمر البشير.